# 喬丹·克拉克森
喬丹·泰勒·克拉克森（英語：Jordan Taylor Clarkson，1992年6月7日—）是一名菲律宾-美国職業籃球員，主要位置為控球後衛及得分後衛，現效力於美國職業籃球聯賽（NBA）的紐約尼克。

## 生平
克拉克森的父親為美國人，母親來自菲律賓。
高中時代成為學校籃球校隊成員。2010年，進入塔尔萨大学（University of Tulsa）就讀，參加大學籃球隊。他在此打了兩個賽季，2011年曾被Conference USA提名為全新鮮人隊（All-Freshman team）的成員。2012年，轉學到密蘇里大學，繼續參加籃球校隊。2014年，在大學最後一年時，於3月31日獲得NBA選秀資格。在2014年NBA選秀中，第二轮第46顺位被華盛頓巫師選中，後交易到洛杉磯湖人，正式進入NBA。

### 洛杉磯湖人
在新秀季中前期沒有太大的發揮機會，中後開始受教練重用，在2015年3月24日，湖人作客雷霆，克拉克森與林書豪同為正選上陣，成為了NBA首對亞裔美國人正選後衛組合。更入選了NBA最佳新秀陣容第一隊。

### 克里夫蘭騎士

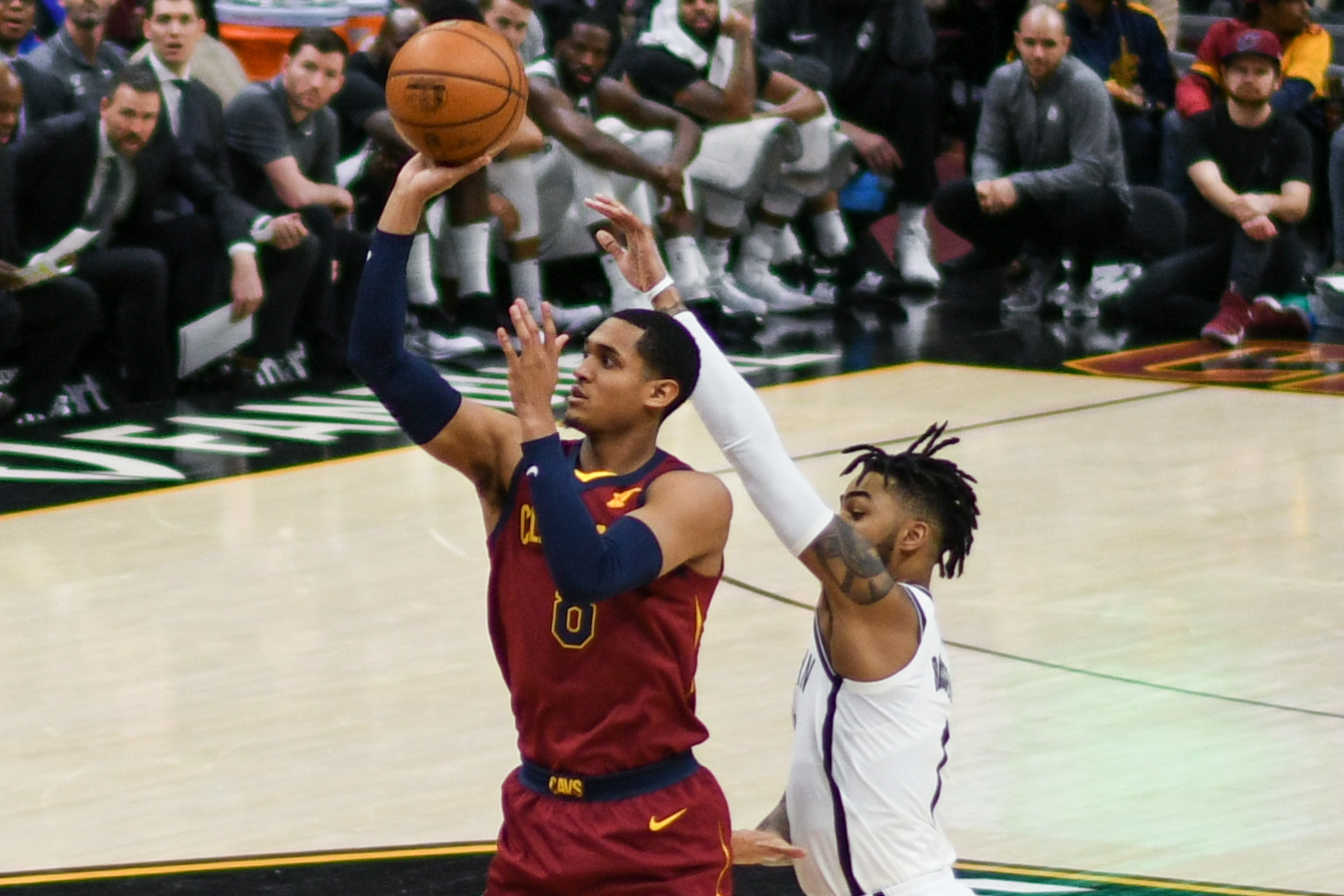
正在上籃的克拉克森

2018年2月8日交易至騎士隊，在該年的季後賽第二輪第四戰，在抄截後快攻中遭德玛爾·德羅赞惡性犯規受傷。

### 猶他爵士
於2019年12月23日被交易至猶他爵士。克拉克森勇奪2020－21年度最佳第六人（場均18.3分，4.0籃板與2.4助攻），是爵士隊史第一位獲獎者。
2020年11月21日，克拉克森以一份4年5200万美元的合同与爵士队重新签约。

### 纽约尼克斯
2025年7月8日，克拉克森与爵士队买断合同后，加盟纽约尼克斯。

## NBA生涯數據

### 常規賽
| 賽季    | 球隊         | GP  | GS  | MPG  | FG%  | 3P%  | FT%  | RPG | APG | SPG | BPG | PPG  |
| ------- | ------------ | --- | --- | ---- | ---- | ---- | ---- | --- | --- | --- | --- | ---- |
| 2014–15 | 洛杉磯湖人   | 59  | 38  | 25.0 | .448 | .314 | .829 | 3.2 | 3.5 | 0.9 | 0.2 | 11.9 |
| 2015–16 | 洛杉磯湖人   | 79  | 79  | 32.3 | .433 | .347 | .804 | 4.0 | 2.4 | 1.1 | .1  | 15.5 |
| 2016–17 | 洛杉磯湖人   | 82  | 19  | 29.2 | .445 | .329 | .798 | 3.0 | 2.6 | 1.1 | .1  | 14.7 |
| 2017–18 | 洛杉磯湖人   | 53  | 2   | 23.7 | .448 | .324 | .795 | 3.0 | 3.3 | .7  | .1  | 14.5 |
| 2017–18 | 克里夫蘭騎士 | 28  | 0   | 22.6 | .456 | .407 | .810 | 2.1 | 1.7 | .7  | .1  | 12.6 |
| 生涯    | 生涯         | 301 | 138 | 27.6 | .443 | .339 | .807 | 3.2 | 2.8 | .9  | .1  | 14.1 |

## 國家隊生涯
喬丹·克拉克森入選了2018年亞洲運動會籃球比賽的菲律賓國家男子籃球隊並擔任亞運菲律賓隊的掌旗官。
2023年国际篮联世界杯，喬丹·克拉克森代表菲律宾队出战5场，场均上场36分钟，得到26.0分、4.6个篮板、5.2次助攻、1.2次抢断和0.2次盖帽。